# Rhododendron scarlatinum
Rhododendron scarlatinum är en ljungväxtart som beskrevs av Herman Otto Sleumer. Rhododendron scarlatinum ingår i släktet rododendron, och familjen ljungväxter. Inga underarter finns listade i Catalogue of Life.